# Pułk Wartowniczy im. Feliksa Dzierżyńskiego

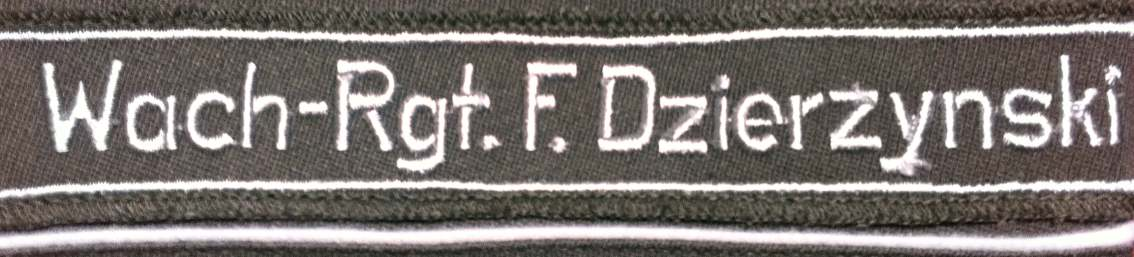
Naszywki na mankietach umundurowania funkcjonariuszy jednostki

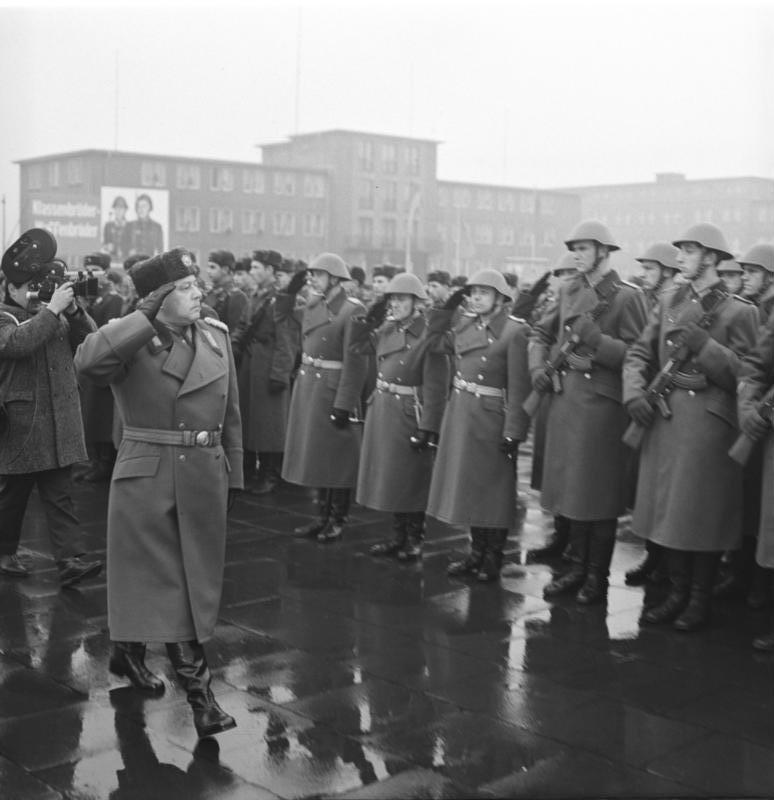
Erich Mielke nadaje jednostce imię Feliksa Dzierżyńskiego (15 grudnia 1967)

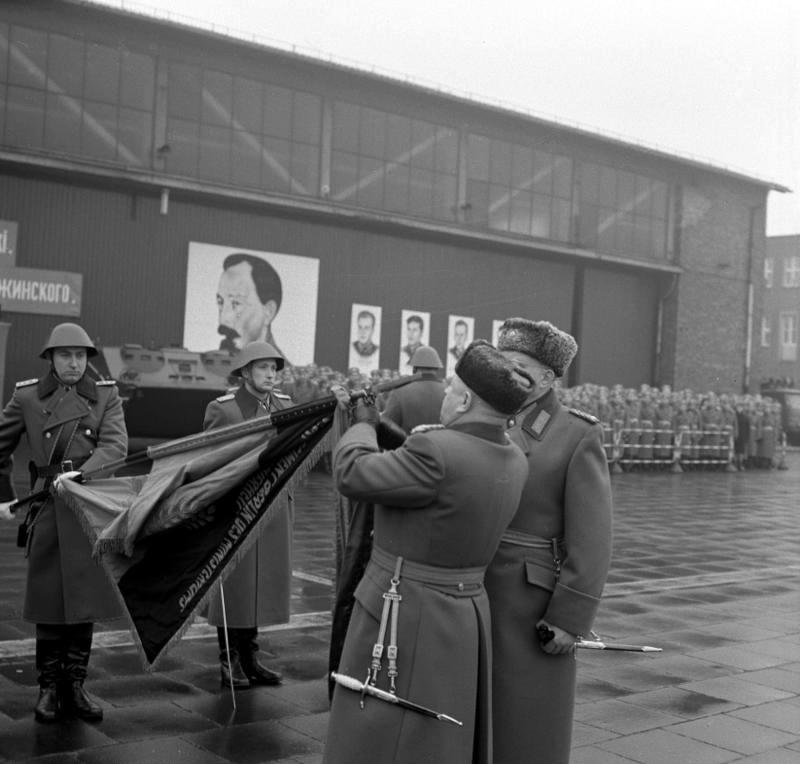
Erich Mielke (2 od prawej) dekoruje sztandar jednostki

Wachregiment „Feliks E. Dzierzynski” (Pułk Wartowniczy im. Feliksa Dzierżyńskiego) – elitarna zmotoryzowana jednostka strzelecka w sile de facto dywizji, podległa Ministerstwu Bezpieczeństwa Państwowego NRD, stanowiąca jego zaplecze wojskowo-operacyjne, uhonorowana imieniem Feliksa Dzierżyńskiego, założyciela radzieckiego Czeka.

## Historia
Jednostkę sformowano w 1953 na bazie utworzonego w 1951 r. Batalionu Wartowniczego A (Wachbataillon A). Jej głównym zadaniem była ochrona członków kierownictwa SED i rządu NRD, przez zapewnienie bezpieczeństwa osiedlom, które zamieszkiwali m.in. przy Majakowskiring w Berlinie (1950-1990) i następnie w Waldsiedlung Wandlitz pod Berlinem (1960-1990), oraz zajmowanych przez nich budynków m.in. KC SED, Rady Państwa, Rady Ministrów, Izby Ludowej, Sądu Najwyższego czy Szpitala Rządowego. Pełniła też rolę straży resortowej MBP, strzegąc około 45 obiektów samego ministerstwa oraz struktur terenowych – zarządów okręgowych Bezpieczeństwa Państwowego (Bezirksverwaltungen des MfS, BV). Jednostka była określana „czerwoną gwardią” (Rote Garde), politycznie niezawodną wewnętrzną siłą bezpieczeństwa, składającą się z tzw. „żołnierzy politycznych” (politische Soldaten) szczególnie oddanych partii i państwu. Ich szczególny status podkreślały specjalna przysięga wierności, lepsze uposażenie i umundurowanie z naszywkami jednostki na mankietach, czy  częste przepustki żołnierzy służby zasadniczej. Personel jednostki miał opinię wyniosłego i aroganckiego w kontaktach z ludnością.
Jednostkę kierowano również do tłumienia jakichkolwiek oznak niesubordynacji społeczeństwa, m.in. miała swój udział w wydarzeniach – z dnia 17 czerwca 1953 – tłumieniu powstania robotniczego oraz z dnia 13 sierpnia 1961 – rozpoczęciu budowy Muru Berlińskiego.
Na jej uzbrojeniu była też broń przeciwpancerna, przeciwlotnicza oraz ponad 400 transporterów opancerzonych.
Jednostka została rozformowana w grudniu 1989.

## Struktura
- Oddział 1 (Kommando 1) w Berlinie-Adlershof
- Oddział 2 (Kommando 2) w Erkner, Frankfurcie nad Odrą
- Oddział 3 (Kommando 3) w Teupitz
- Oddział 4 (Kommando 4) w Eberswalde-Finow, później (w połowie 1980), w Erkner, Prenden i Biesenthal
- Oddział 5 (Kommando 5) w Berlinie do 1982, następnie we Freienbrink, Ahrensfelde
- Szkoła Wartowniczo-Ochronna (Fachschule WSE – Wach- und Sicherungseinheit) w Schönebeck, następnie w Ahrensfelde, szkoła oficerska w pewnym czasie formalnie wchodząca na prawach wydziału w skład Wyższej Szkoły Prawniczej MBP (Juristische Hochschule MfS – JHS) w Poczdamie[3]

## Stan osobowy
Jednostka składała się z ponad 11 200 funkcjonariuszy, w tym 2500 oficerów, 8735 żołnierzy służby zasadniczej i 9 personelu cywilnego, w tym około 390 kobiet.

- 1955 – 1475 funkcjonariuszy
- 1960 – 4372
- 1965 – 5121
- 1970 – 7924
- 1975 – 9245
- 1980 – 10082
- 1985 – 10192
- 1989 – 11426

## Dowódcy
- 1954-1958 – ppłk Werner Barth
- 1959-1962 – gen. mjr Günter Wolf
- 1962-1972 – gen. mjr Heinz Gronau
- 1972-1987 – płk (od 1976 gen.) Bernhard Elsner
- 1987-1990 – gen. mjr Manfred Döring